# Marktplatz 21 (Bad Kissingen)

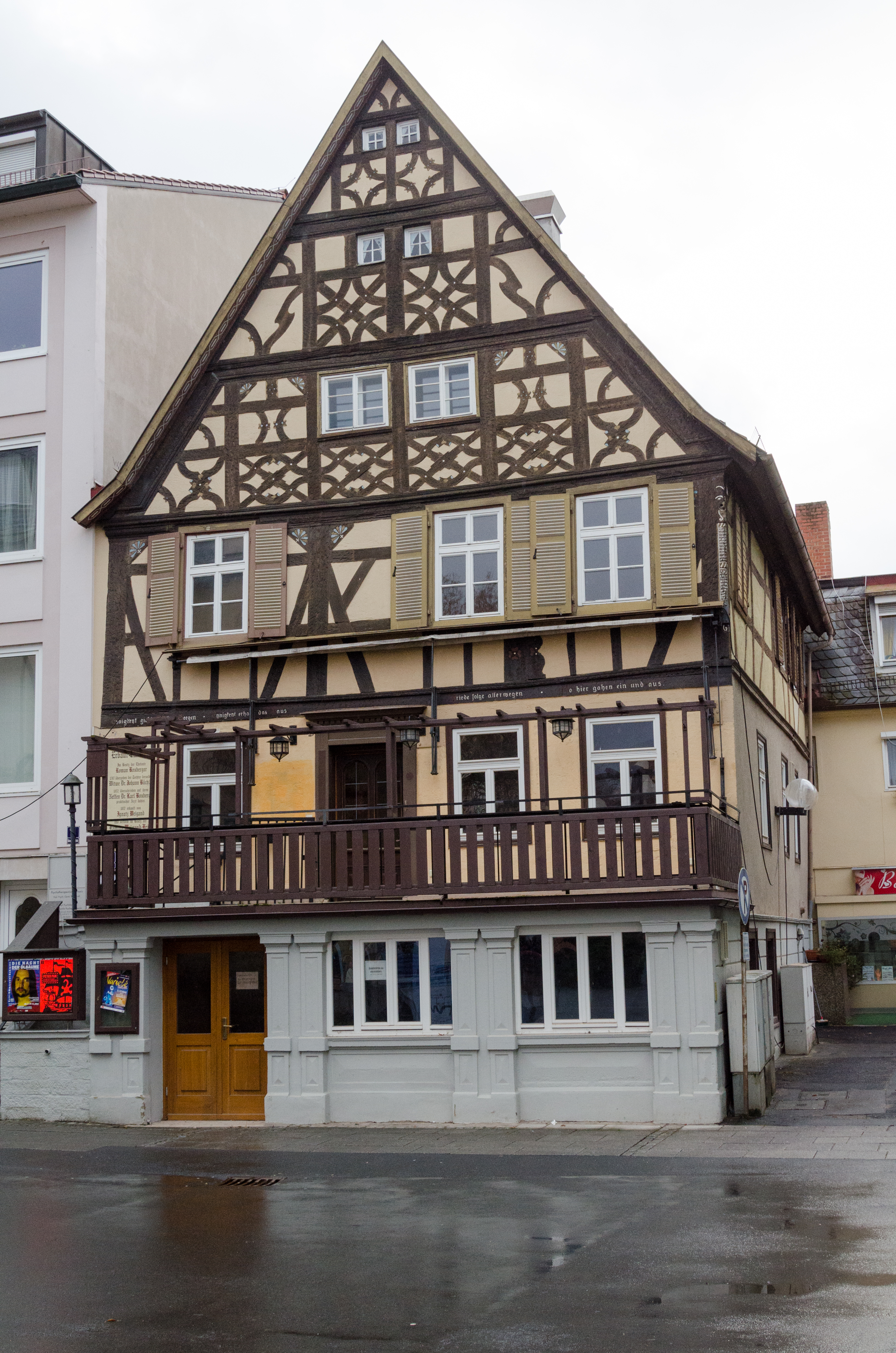
Marktplatz 21 in Bad Kissingen.

Das Gebäude Marktplatz 21 in Bad Kissingen, der Großen Kreisstadt des unterfränkischen Landkreises Bad Kissingen befindet sich auf dem Marktplatz des Ortes, gehört zu den Bad Kissinger Baudenkmälern und ist unter der Nummer D-6-72-114-64 in der Bayerischen Denkmalliste registriert.

## Geschichte
Das Anwesen entstand als Giebelhaus im Jahr 1680. Es ist das einzige erhaltene von damals wahrscheinlich mehreren Gebäuden in der fränkischen Fachwerkbauweise des 17. Jahrhunderts in Bad Kissingen.
Laut Hausinschrift erwarb Ignatz Weigand das Haus im Jahr 1857. Nach dem Ersten Weltkrieg legte der Architekt Leonhard Ritter das Fachwerk des Anwesens frei.
Das Anwesen beherbergte lange Zeit das Restaurant Weigands Gaststätte. Nach jahrelangem Leerstand wurde im Gebäude ein italienisches Restaurant eröffnet. Seit 2022 befindet sich im Anwesen ein indisches Restaurant.